# Victor Marahovschi

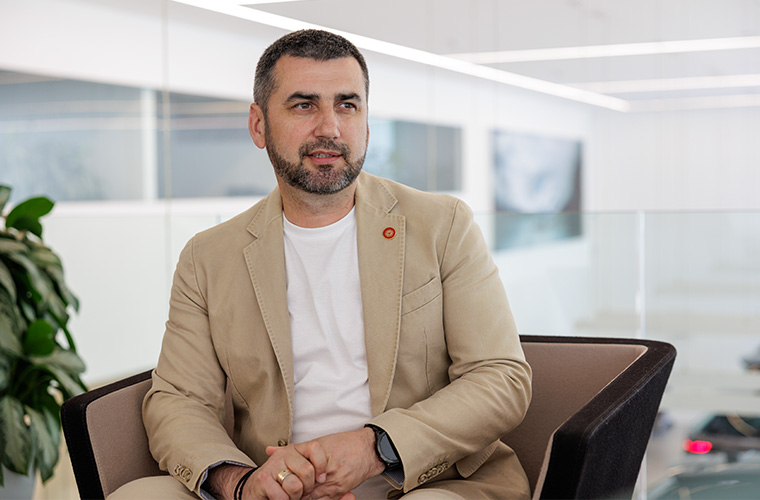
politician din Republica Moldova

## Educație
Victor Marahovschi a absolvit Universitatea Real-Umanistică din Cahul în anul 2005, obținând diploma de Licență în Drept.
În anul 2008, a urmat cursuri de perfecționare în domeniul administrației publice la Academia de Administrare Publică pe lângă Președintele Republicii Moldova, obținând două certificate:
·  „Analiza impactului de reglementare”;
·  „Comunicare și activitate administrativă”.

## Activitate profesională
1997-1998 - Serviciul militar în cadrul Trupelor de Grăniceri;
1999-2001 - Serviciu în cadrul Ministerului Afacerilor Interne;
2001-2003 - Serviciu în cadrul Serviciului de Grăniceri;
2003–2005 – Șef adjunct al Pichetului de Grăniceri, Cahul;
2005–2006 – Șef al Pichetului de Grăniceri, Cahul;
2006–2010 – Șef al Direcției Regionale de Supraveghere și Control al Frontierei de Stat;
2011 – 2025 - Director al întreprinderii „Piscicola Ivancea” S.R.L.

## Activitate civică și politică
Între anii 2019 și 2024, Victor Marahovschi a fost consilier în Consiliul Comunei Ivancea, implicându-se în activitățile administrative și de reprezentare a intereselor comunității.
În prezent, el deține funcția de Secretar General al Partidului Politic Alianța „MOLDOVENII”, formațiune politică înregistrată în Republica Moldova.

## Distincții
La data de 10 iunie 2008, i-a fost conferită de către Președintele Republicii Moldova medalia „Meritul Militar”, în semn de recunoaștere pentru activitatea sa în structurile de grăniceri.

## Competențe
Este recunoscut pentru bunele sale abilități de comunicare, spiritul de echipă, capacitatea de sinteză și luarea deciziilor în situații complexe.